# Douglas Golder
Douglas Golder, född den 1 februari 1948, är en australisk landhockeyspelare.
Han tog OS-silver i herrarnas landhockeyturnering i samband med de olympiska landhockeytävlingarna 1976 i Montréal.